# Trichacis tristis
Trichacis tristis är en stekelart som först beskrevs av Nees von Esenbeck 1834.  Trichacis tristis ingår i släktet Trichacis och familjen gallmyggesteklar. Inga underarter finns listade i Catalogue of Life.